# SMS Kaiser Barbarossa
SMS Kaiser Barbarossa – niemiecki pancernik (przeddrednot) z przełomu XIX i XX wieku, jedna z pięciu jednostek typu Kaiser Friedrich III. 
Okręt miał wyporność 11 097 ton i osiągał prędkość ponad 17 węzłów, jego główne uzbrojenie stanowiły cztery działa kalibru 24 cm umieszczone w dwóch wieżach. Pancernik został zwodowany 21 kwietnia 1900 roku w stoczni Schichau w Gdańsku, a 10 czerwca 1901 roku wcielono go do służby w Kaiserliche Marine. Jego patronem był cesarz Fryderyk I Barbarossa. Jednostka służyła w Heimatflotte i w Hochseeflotte, biorąc ograniczony udział w I wojnie światowej. W grudniu 1919 roku okręt wycofano ze służby, po czym został złomowany.

## Projekt i budowa

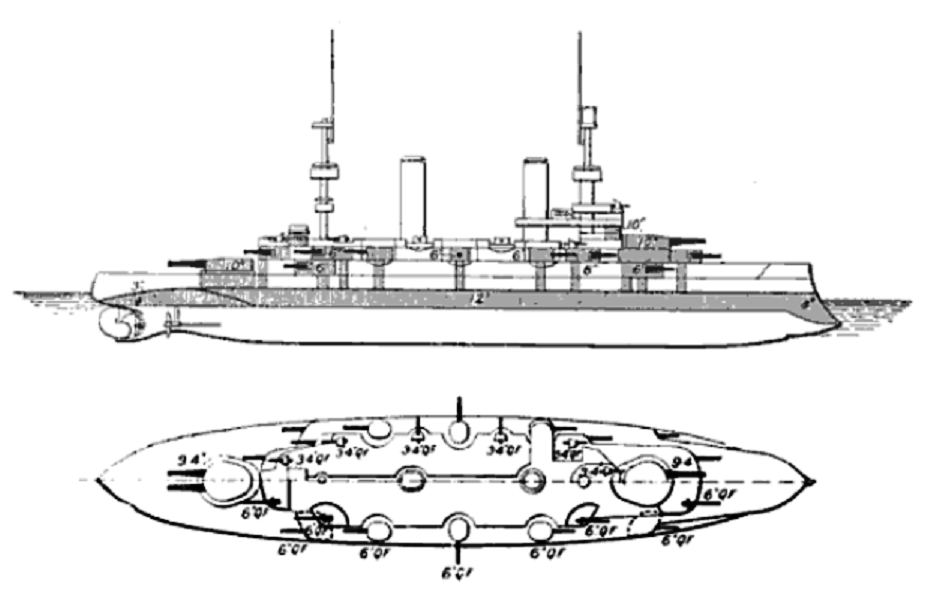
Uproszczony plan pancerników typu Kaiser Friedrich III z zaznaczonym opancerzeniem

Zwycięstwo w wojnie francusko-pruskiej umożliwiło Prusom zjednoczenie Niemiec, które jako Cesarstwo stało się najsilniejszym europejskim mocarstwem lądowym. Ambicją nowo utworzonego państwa było także zostanie potęgą morską, co spowodowało konieczność rozbudowy floty wojennej, a w szczególności budowę najsilniejszych ówcześnie jednostek – pancerników. Przyjęty przez Reichstag program rozbudowy floty zakładał wzrost liczebności Kaiserliche Marine do 17 pancerników, ośmiu monitorów oraz dziewięciu wielkich i 26 małych krążowników.
Projekt pancerników typu Kaiser Friedrich III powstał w latach 1892–1894, jeszcze podczas budowy jednostek typu Brandenburg. Opóźnienia w budowie jednostek pozwoliły na zapoznanie się z wnioskami z eksploatacji pierwszej jednostki tego typu. W konsekwencji nowe okręty otrzymały uzbrojenie główne mniejszego kalibru (24 cm zamiast 28 cm), ponieważ konstruktorzy uznali za ważniejszy parametr wyższej szybkostrzelności niż wagę salwy burtowej. Wybór kalibru 24 cm spowodował, że budowane w tym samym czasie w innych państwach pancerniki zdecydowanie górowały nad niemieckimi, mając na uzbrojeniu przeważnie działa kalibru 305 mm (a nawet 330 mm w przypadku pancerników US Navy). Na jednostkach typu Kaiser Friedrich III wzmocniono za to artylerię średniego kalibru, którą tworzyło 18 dział kalibru 15 cm umieszczonych w pojedynczych wieżach i kazamatach. Kolejną innowacją było wprowadzenie napędu trójśrubowego. Okręty miały też ulepszony system opancerzenia.
Przyszły „Kaiser Barbarossa” zbudowany został w stoczni Schichau w Gdańsku (nr stoczniowy 640). Stępkę pancernika pod tymczasową nazwą Linienschiff „A” położono 3 sierpnia 1898 roku, a zwodowany został 21 kwietnia 1900 roku. Ceremonia wodowania odbyła się w obecności sekretarza Urzędu Marynarki Rzeszy wadm. Alfreda von Tirpitza, a matką chrzestną okrętu została córka cesarza Wilhelma II, księżniczka Wiktoria Luiza Pruska. Nazwę otrzymał na cześć cesarza Fryderyka I Barbarossy. Koszt budowy okrętu wyniósł 20 mln 301 tys. marek. 4 maja 1901 roku pancernik rozpoczął próby morskie.

## Dane taktyczno-techniczne

### Charakterystyka ogólna
Okręt był pancernikiem (przeddrednotem) wykonanym ze stali metodą nitowania. Kadłub o poprzeczno–wzdłużnym układzie wiązań podzielony był na 12 przedziałów wodoszczelnych, dno podwójne obejmowało 70% jego długości. Jednostka miała masywne nadbudówki, dwa wysokie kominy i dwa maszty palowe z marsami.
Pancernik miał długość całkowitą 125,3 metra (120,9 metra na wodnicy), szerokość 20,4 metra i zanurzenie od 7,89 metra na dziobie i 8,25 metra na rufie. Wyporność normalna (konstrukcyjna) wynosiła 11 097 ton, a pełna 11 785 ton (11 599 długich ton). Wysokość metacentryczna wynosiła 0,917–1,18 metra. Okręt miał dość wysoką wolną burtę oraz dobrą dzielność morską i sterowność, jednak przy mocnym wychyleniu steru prędkość spadała o 40%.
Załoga jednostki składała się z 39 oficerów i 612 podoficerów i marynarzy. W przypadku pełnienia funkcji okrętu flagowego liczebność załogi zwiększała się o 63–75 osób, z czego 12 stanowili oficerowie.

### Urządzenia napędowe i pomocnicze
Okręt był napędzany przez trzy trzycylindrowe maszyny parowe potrójnego rozprężania, które napędzały poprzez wały napędowe trzy trójskrzydłowe śruby napędowe o średnicy 4,5 metra każda. Para była dostarczana przez cztery kotły wodnorurkowe Thornycroft, wyposażone łącznie w osiem palenisk i sześć kotłów cylindrycznych, które miały łącznie 24 paleniska. Ciśnienie robocze kotłów wynosiło 13,5 at, a ich łączna powierzchnia grzewcza wynosiła 3783 m². Wszystkie kotły były opalane węglem, którego normalny zapas wynosił 650, a maksymalny 1070 ton.
Nominalna moc siłowni wynosiła 13 000 KM (maksymalnie 13 949 KM przy 113 obr./min), co pozwalało na osiągnięcie prędkości maksymalnej od 17,5 do 17,8 węzła. Zasięg wynosił 3420 mil morskich przy prędkości 10 węzłów. Zużycie węgla przy mocy 10 000 KM wynosiło około 11 ton na godzinę, a przy mocy maksymalnej 16 ton na godzinę.
Energia elektryczna (prąd stały o napięciu 74 V) wytwarzana była przez pięć generatorów o łącznej mocy 320 kW.

### Uzbrojenie
Główne uzbrojenie pancernika składało się z czterech dział kalibru 24 cm SK C/97 L/40 w dwóch umieszczonych w osi okrętu dwudziałowych wieżach – po jednej na pokładzie pogodowym i rufie. Masa działa wynosiła 25,64 tony, jego długość całkowita 9,55 metra; a długość samej lufy 8,87 metra. Działa wykorzystywały amunicję rozdzielnego ładowania. Pociski o masie 140 kg wystrzeliwane były za pomocą umieszczonych w łuskach ładunków miotających. Kąt podniesienia lufy wynosił od -5 do +30°, a maksymalna donośność wystrzeliwanego z prędkością początkową 690 m/s pocisku wynosiła 16 900 metrów. Początkowo szybkostrzelność osiągała jeden strzał na nieco powyżej minuty, by wzrosnąć później (po zmianie ładunków miotających) do trzech–czterech strzałów na minutę. Kąt ostrzału wież wynosił 270°. Zapas amunicji wynosił 300 sztuk – po 75 pocisków na działo.
Artyleria średniego kalibru składała się z osiemnastu pojedynczych dział kalibru 15 cm SK C/97 L/40 (faktyczny kaliber wynosił 149,1 mm) . Sześć dział umieszczono na śródokręciu w wieżach (po trzy na każdą burtę), pozostałe zainstalowano w kazamatach. Długość całkowita działa wynosiła 5,96 metra, długość lufy 5,54 metra, a jej masa 4460 kg. Działa wykorzystywały amunicję rozdzielnego ładowania, a masa pocisku wynosiła od 40 do 51 kg. Kąt podniesienia lufy wynosił od -5 do +20°, a maksymalna donośność wystrzeliwanego z prędkością początkową 800 m/s pocisku wynosiła 13 700 metrów. Szybkostrzelność wynosiła od czterech do pięciu strzałów na minutę. Kąt ostrzału dział umieszczonych w wieżach wynosił około 135°, a tych w kazamatach 110°. Łączny zapas amunicji wynosił 2160 sztuk (120 pocisków na działo).
Artylerię do zwalczania torpedowców stanowiło 12 pojedynczych dział kalibru 8,8 cm SK L/30 C/89 . Długość całkowita działa wynosiła 2,61 metra, długość lufy 2,38 metra, a masa lufy z zamkiem 665 kg. Strzelały one pociskami o masie 7 kg (cały nabój ważył 13,8 kg) z prędkością początkową 590 m/s na maksymalną odległość 10 500 metrów. Szybkostrzelność działa była na poziomie do 15 strzałów na minutę, a łączny zapas amunicji wynosił 3000 sztuk (250 pocisków na działo). Prócz tego na pokładzie znalazło się 12 pojedynczych szybkostrzelnych działek kalibru 3,7 cm.
Broń torpedową stanowiło sześć wyrzutni kalibru 450 mm: po jednej na dziobie i rufie oraz po dwie z każdej burty, z łącznym zapasem 16 torped. Torpedy typu C45/91 miały długość 5,11 metra, masę 541 kg (w tym głowica bojowa 87,5 kg trotylu), a ich zasięg wynosił 800 metrów przy prędkości 26 węzłów i 500 metrów przy prędkości 32 węzły .

### Opancerzenie
Pancerz okrętu miał łączną masę 3800 ton. Jego podstawowym elementem był wykonany ze stali Kruppa pas burtowy na linii wodnej o grubości maksymalnej 300 mm na śródokręciu, zmniejszającej się w stronę dziobu i rufy odpowiednio do 150 i 200 mm, zamocowany na warstwie drewna tekowego o grubości 250 mm. Poniżej linii wodnej grubość pancerza burtowego wynosiła 180 mm. Pokład pancerny umieszczony został na górnej części głównego pasa burtowego i miał grubość 65 mm, zamykając tym samym pancerną cytadelę.
Wieże artylerii głównej były chronione od czoła i z boku pancerzem o grubości 250 mm (dach 50 mm). Ich barbety miały pancerz o grubości 250 mm. Wieże artylerii średniej i kazamaty miały grubość 150 mm, a maski dział kalibru 8,8 cm miały grubość 70 mm. Wieża dowodzenia chroniona była płytami o grubości 250 mm i miała strop gruby na 30 mm. Niezatapialność jednostki starano się powiększyć poprzez wypełnienie przestrzeni między poszczególnymi pomieszczeniami i elementami konstrukcyjnymi naklejanym warstwowo korkiem, jednak element ten odpadał przy prowadzeniu ognia, ulegał zawilgoceniu i stanowił siedzibę trudnych do zwalczenia bezkręgowców.

### Wyposażenie i malowanie
Jako środki ratownicze i komunikacyjne na okręcie znajdowały się: dwa kutry, dwie szalupy, dwa barkasy, jedna pinasa, dwa jole i dwa bączki. Opuszczanie i podnoszenie łodzi możliwe było dzięki dwóm żurawiom o łukowym kształcie.
Kadłub do poziomu pokładu głównego pomalowany był na kolor szary nr 9 (niem. Grau 1896), a pokład główny, nadbudówki, kominy, nawietrzniki, maszty oraz wieże artyleryjskie pomalowane były na kolor jasnoszary. Elementy dekoracyjne (godło na dziobie i ornamenty rufowe) pomalowane były w kolorze żółtozłotym.

## Służba

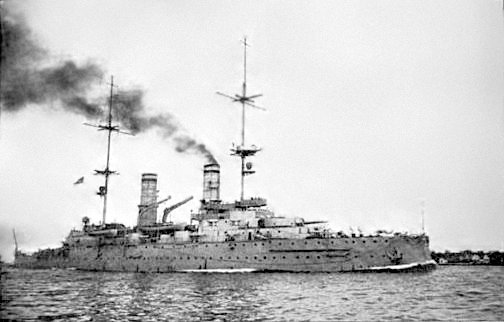
„Kaiser Barbarossa” w morzu

SMS „Kaiser Barbarossa” został wcielony do służby w Kaiserliche Marine 10 czerwca 1901 roku w Kilonii. Pierwszym dowódcą jednostki został komandor (niem. Kapitän zur See) Westphal. 10 lipca pancernik został włączony do 1. Eskadry Heimatflotte. Od 22 sierpnia do 21 września „Kaiser Barbarossa” uczestniczył w jesiennych manewrach floty, a następnie wziął udział w paradzie floty w Zatoce Gdańskiej w obecności cesarza Wilhelma II i cara Mikołaja II. W październiku dowództwo okrętu objął komandor Leopold Koellner. Między 2 a 15 grudnia wraz z innymi okrętami 1. Eskadry „Kaiser Wilhelm II” odbył rejs na wody Kattegatu i Skagerraku, odwiedzając m.in. Kristianię (tam na pokładzie pancernika gościł król Szwecji i Norwegii Oskar II).
W końcu kwietnia 1902 roku SMS „Kaiser Barbarossa” wziął udział w rejsie 1. Eskadry wokół Wysp Brytyjskich, przechodząc 29 kwietnia przez Pentland Firth i docierając 1 maja do Lough Swilly. Następnie niemieckie okręty odwiedziły Londonderry i przepłynęły do Berehaven, gdzie nastąpiło spotkanie z jednostkami Royal Navy, a okręty wizytował brytyjski książę Artur; dalej trasa prowadziła do Kingstown (gdzie okręty odwiedził adiutant lorda namiestnika Irlandii Gerald Cadogan), skąd 24 maja zespół odpłynął do Kilonii, osiągając port przeznaczenia następnego dnia. Na przełomie maja i czerwca pancernik wziął udział w Tygodniu Kilońskim, a następnie w manewrach floty. W październiku nowym dowódcą pancernika został komandor Carl Franz. 1 grudnia 1. Eskadra wyruszyła w zimowy rejs szkoleniowy na wody norweskie pod Bergen, powracając do bazy 12 grudnia.
10 maja 1903 roku pancerniki 1. Eskadry wyszły w rejs na Ocean Atlantycki, mijając 14 maja Ouessant i docierając 19 maja do Vigo. W rejs powrotny niemieckie jednostki wyruszyły 30 maja, przechodząc 3 czerwca przez kanał La Manche i po ćwiczeniach z I Flotyllą Torpedowców zawijając 10 czerwca do Kilonii. Czas od końca lipca do 21 sierpnia okręt spędził w Stoczni Cesarskiej w Kilonii, gdzie dokonano prowizorycznej naprawy uszkodzonego steru. Następnie „Kaiser Barbarossa” i pozostałe pancerniki 1. Eskadry wzięły udział w trwających do 12 września przeprowadzonych na Morzach Północnym i Bałtyckim jesiennych manewrach floty, a potem w rejsie zimowym, z zawinięciem do Frederikshavn. 15 grudnia 1903 roku pancernik został wycofany ze służby i trafił do stoczni na naprawy, które trwały do stycznia 1905 roku. Następnie na pancerniku, jako pierwszym z typu Kaiser Friedrich III, rozpoczęła się pierwsza faza prac modernizacyjnych, zakończona jesienią 1907 roku.
1 października 1907 roku okręt ponownie wszedł do składu 1. Eskadry, a jego dowódcą został komandor porucznik (niem. Fregattenkapitän) Funke. W listopadzie w ramach prób morskich po modernizacji pancernik wziął udział w rejsie zimowym na wody Cieśnin Duńskich. W maju 1908 roku „Kaiser Barbarossa” uczestniczył w wielkich manewrach floty na Morzu Północnym, a w lipcu w rejsie na wody Atlantyku, dopływając 23 lipca do Horty na Azorach i powracając do Kilonii 13 sierpnia. W 1909 roku okręt został wycofany ze składu 1. Eskadry i skierowany na Bałtyk do formacji rezerwowej, do której trafiły także siostrzane pancerniki „Kaiser Friedrich III”, „Kaiser Wilhelm der Große” i „Kaiser Karl der Große”. We wrześniu 1909 roku dowództwo jednostki objął komandor Bossart.
Na wiosnę 1910 roku SMS „Kaiser Barbarossa” wszedł w skład zespołu okrętów szkolnych i doświadczalnych, w ramach którego w kwietniu wziął udział w przeprowadzonych na Bałtyku ćwiczeniach. W sierpniu nowy dowódcą okrętu został komandor Friedrich Boedicker. Podczas manewrów jesiennych pancernik został tymczasowo przydzielony do 3. Eskadry Hochseeflotte, a po ich zakończeniu 10 września został przesunięty do Dywizjonu Rezerwowego; nastąpiła wtedy również zmiana dowódcy – nowym został komandor Richard Lange.
13 października 1910 okręt ponownie został wycofany ze służby, po czym między 31 lipca a 15 września 1911 roku w Stoczni Cesarskiej w Kilonii przeprowadzono na nim kolejny etap modernizacji. Prace modernizacyjne, spowodowane m.in. problemami ze statecznością, miały następujący zakres: skrócono kominy, zdjęto dźwigi łodziowe i wymieniono maszty z marsami bojowymi na lżejsze z platformami, zlikwidowano dwa poziomy nadbudówek, usunięto cztery działa kalibru 15 cm, 12 działek kalibru 3,7 cm i rufową wyrzutnię torpedową, a także przeniesiono osiem dział kalibru 8,8 cm do kazamat (dodając dwa działa tego kalibru). Przystosowano również część kotłów do opalania paliwem płynnym i od tej pory okręt zabierał 650 ton węgla i 200 ton paliwa płynnego. W wyniku przebudowy wyporność normalna pancernika wzrosła do 11 233 ton, a pełna do 11 894 ton (podczas modernizacji dowództwo okrętu sprawował komandor Gottfried von Dalwigk zu Lichtenfels). Po zakończeniu remontu „Kaiser Barbarossa” został włączony do 3. Eskadry, w składzie której wziął udział w jesiennych manewrach Hochseeflotte. Wiosną 1912 roku pancernik został po raz kolejny wycofany ze służby.
Po wybuchu I wojny światowej, 5 sierpnia 1914 roku „Kaiser Barbarossa” wraz z siostrzanymi jednostkami został reaktywowany i włączony do 5. Eskadry Hochseeflotte, której zadaniem była obrona wybrzeża. Dowódcą pancernika został mianowany komandor von Natzmer. Okręty 5. Eskadry operowały początkowo z Wilhelmshaven, a następnie z Kilonii, prowadząc rejsy dozorowe u ujścia Łaby. We wrześniu skierowany na Bałtyk pancernik wraz z pozostałymi okrętami 5. Eskadry wziął udział w nieudanej próbie desantu pod Windawą, a w dniach 26–30 grudnia okręt udał się w rejs pod Gotlandię. W lutym 1915 roku jednostka została wycofana z aktywnej służby we flocie, a w marcu jej dowódcą został mianowany komandor Schlicht. Po zredukowaniu załogi została skierowana do służby pomocniczej, stając się od 11 kwietnia do 9 listopada okrętem-celem Inspekcji Torpedowej. W 1916 roku pancernik został rozbrojony (zdemontowane z okrętu działa artylerii głównej zostały zaadaptowane na potrzeby artylerii kolejowej), po czym służył w Wilhelmshaven jako pływający obóz dla jeńców wojennych.
6 grudnia 1919 roku okręt skreślono z listy jednostek floty, po czym został złomowany w Rüstringen w latach 1919–1920.